# Ashleigh McConnell
Ashleigh McConnell (nascida em 26 de março de 1996) é uma nadadora paralímpica australiana, medalhista de ouro na prova feminina de revezamento 4x100 metros livre (34 pontos) do Campeonato Mundial de Natação Paralímpica de 2015, realizado em Glasgow, na Escócia. Sob a bandeira da Austrália, McConnell disputou cinco provas da natação nos Jogos Paralímpicos de Verão de 2016, realizados no Rio de Janeiro, no Brasil, onde obteve a medalha de ouro ao vencer a prova feminina de revezamento 4x100 metros livre (34 pontos).